# Broederbond
Broederbond, Brödraskapet (till 1920 Jong Zuid Afrika, "Ungt Sydafrika") var ett hemligt sydafrikanskt boernationalistiskt samfund av brödraskapskaraktär grundat 1918 i Kapstaden av en grupp nationalistiska afrikaaner där en ung präst vid namn Jozua François Naudé (senare president) var delaktig. Organisationen var strikt segregationistisk och anses ha spelat en avgörande betydelse för etablerandet och konsoliderandet av Sydafrikas apartheidpolitik trettio år senare. Samtliga premiärministrar, presidenter och alla högre uppsatta inom Sydafrikas regering, polisväsende mm fram till regimens slutgiltiga fall 1994 (då organisationen upplöstes) var medlemmar i Broederbond, varav flera tjänade som ordförande i sina unga år (bland annat Andries Treurnicht och Nicolaas Johannes Diederichs). 
Endast manliga afrikaaner godtogs som medlemmar; inledningsvis fanns även ett krav att avsäga sig medlemskap vid en viss ålder. Detta avspeglar afrikaanernationalisternas dominerande ställning över sydafrikansk politik under hela apartheidepoken, och indirekt in i våra dagar.
I Henning Mankells roman Den Vita Lejoninnan (utgiven 1993) spelar organisationen en avgörande roll i handlingen, som inleds med en översikt av orsakerna till Broederbonds grundande 1918 och dess grepp om Sydafrikas politik fram till 1990-talet.